# Les Saülls
Les Saülls és un indret del terme municipal de Conca de Dalt, a l'antic terme de Toralla i Serradell, al Pallars Jussà, en territori que havia estat del poble de Torallola.
Està situat a prop i al sud-est de Torallola, i una mica més lluny i al nord-oest de Sant Joan de Vinyafrescal. És a la dreta del barranc de Saülls i a l'esquerra del barranc de Santa Cecília, al nord de lo Corral.